# ناورا، استرالیا
ناورا، استرالیا (به انگلیسی: Nowra) یک شهرک در استرالیا است که در City of Shoalhaven واقع شده‌است.